# Individuell Människohjälp
IM, Individuell Människohjälp, tidigare Inomeuropeisk Mission, är en svensk ideell förening som bekämpar och synliggör fattigdom och utanförskap. Organisationen grundades 1938 och arbetar (2018) Sverige och 11 andra länder. IM:s engelska namn är IM, Swedish Development Partner.

## Historia

### Tidiga år
Den 1 oktober 1938 grundade den kristna akademikern Britta Holmström Praghjälpen som året därpå hjälpte judiska flyktingar i Prag, som flytt dit från det av Nazityskland ockuperade Sudetenland. 1940 vidgades hjälporganisationens arbete och namnet ändrades till Inomeuropeisk Mission. I slutet av 1940-talet öppnade Britta Holmström ett kapell på Vrigstadhemmet för polska, katolska kvinnor från koncentrationslägren.
IM-hemmen, där flyktingar fick en fristad, var under lång tid en central del av IM:s biståndsarbete. Idag finns Vrigstadhemmet i Småland kvar.
De första människorna utanför Europa som fick stöd var det tibetanska folket. I april 1964 kom de första tibetanska flickorna till Sverige för att få utbildning.
År 1966 bytte Inomeuropeisk Mission namn till Individuell Människohjälp.

### Verksamhet
IM arbetar långsiktigt tillsammans med lokala samarbetspartner, främst med utbildning, hälsa och försörjning. Insatserna utformas som hjälp till självhjälp och nya verksamheter börjar i liten skala. Utgångspunkten för IM:s utvecklingssamarbete är FN:s deklaration om de mänskliga rättigheterna. IM arbetar i enlighet med icke-diskrimineringsprincipen och insatserna ska stödja hållbar utveckling.
Verksamheten är möjlig tack vare det samlade engagemanget hos 47 900 givare, medlemmar och volontärer. 2015 utgjorde gåvor och testamenten (ca 54 MSEK resp ca 16 MSEK) drygt 60 % av inkomsterna medan offentliga bidrag (ca 37 MSEK) utgjorde ca 1/3 av de totala inkomsterna (ca 115 MSEK). Övriga intäkter var i sammanhanget små. IM har 90-konto och är medlem i FRII, Frivilligorganisationernas Insamlingsråd, som arbetar för etisk och professionell insamling. Som medlemsorganisation följer IM FRII:s etiska riktlinjer.
Från och med år 2015 är IM en av SIDA:s ramorganisationer. En ramorganisation "kanaliserar Sidas stöd till såväl utveckling av det civila samhället i samarbetsländer som till kommunikationsinsatser i Sverige".
IM har idag (2018) verksamhet i El Salvador, Guatemala, Indien, Nepal, Malawi, Zimbabwe,  Zambia, Rumänien, Moldavien, Jordanien, Palestina och Sverige.

### Fokusområden
- Utbildning. IM arbetar för att utbildning ska bli tillgänglig för alla oavsett kön, ursprung eller fysiska och intellektuella förutsättningar.
- Hälsa. IM arbetar förebyggande med hälsovård och hälsoupplysning. IM arbetar också med habilitering och rehabilitering för människor med funktionsnedsättningar.
- Försörjning. IM arbetar för att människor ska få arbete och en inkomst.
- Socialt arbete. IM arbetar för att stärka och upprätta människor, en viktig del är att skapa sociala sammanhang, mötesplatser och meningsfulla sysselsättningar.
- Rättvis handel.
- Humanium Metal.

### Humanium Metal by IM
Humanium Metal by IM är ett globalt initiativ, ägt av IM, som syftar till att motverka spridningen av illegala vapen. Humanium Metal by IM lanserades i november 2016 i Stockholm i närvaro av grundarna Peter Brune (IM) och Johan Pihl (den digitala byrån Great Works). Med vid lanseringen fanns också flera Humanium-ambassadörer, däribland tidigare IAEA-chefen Hans Blix och tidigare försvarsministern Karin Enström (M).  Bland Humanium Metals ambassadörer återfinns också Dalai lama och Desmond Tutu.
Idén till konceptet kom bland annat från Peter Brune som tidigare arbetade som vapenkontrollant för ett FN-organ som förstörde illegala vapen i Centralamerika. Resterna av de förstörda vapnen dumpades i Stilla havet, och då föddes idén att istället smälta ner och sälja metallen. som "Humanium Metal". Namnet anspelar på kemiska namn på grundämnen i det periodiska systemet, samt på begreppet humanism.
Humanium Metal by IM levereras fysiskt i form av metall-tackor som på ett kvalitetssäkrat sätt garanteras bestå av nedsmälta illegala vapen. Humanium Metal finns idag även i pulverform som kan användas för 3D-printning. Human Metal säljs främst till företag som sedan använder metallen i sina produkter. Det första företag som producerade varor av Humanium Metal var det svenska klockföretaget Triwa. Inkomsterna från försäljningen går till att bekämpa vapenrelaterat våld i utvecklingsländer. Humanium Metal belönades 2017 med Cannes Lions Innovation Grand Prix samt 2018 med tre stycken Guldägg.
Hittills (april 2019) har 4 000 illegala vapen smälts ner, vilket har resulterat i tre ton Humanium, vilket i sin tur gett sju miljoner kronor till utvecklingsarbete i Centralamerika.